# Chvalovice (Morávia do Sul)
Chvalovice é uma comuna checa localizada na região de Morávia do Sul, distrito de Znojmo.